# سطح سرجي

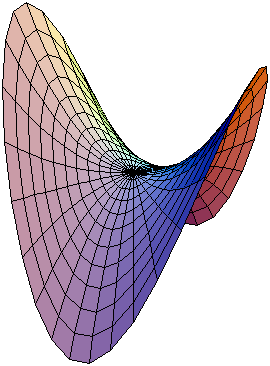
Hyperbolic paraboloid

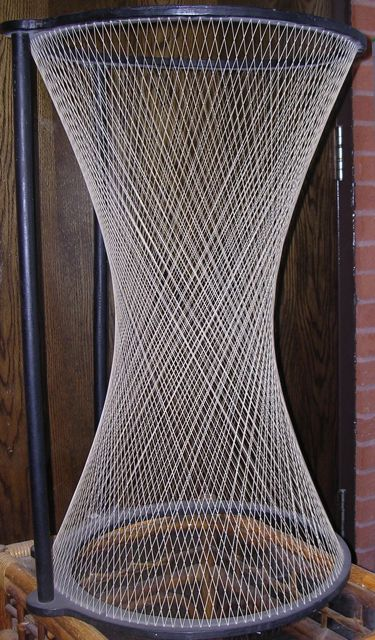
A model of an elliptic hyperboloid of one sheet

السطح السرجي (بالإنجليزية: Saddle surface)‏ هو سطح أملس يحتوي على نقطة مقعرة أو أكثر. أتت التسمية من شبهه بسرج الفرس والذي ينحني صعودا وهبوطا.

## وصلات خارجية
- الهندسة على الكرة (geometria sulla sfera)